# Silnice I/47
Die Silnice I/47 (tschechisch für: „Straße I. Klasse 47“) ist eine tschechische Staatsstraße (Straße I. Klasse).

## Verlauf
Die Straße zweigt im Norden der Stadt Přerov (Prerau) in nordöstlicher Richtung von der Silnice I/55 ab und trifft am Ortsrand von Lipník nad Bečvou (Leipnik) auf die Silnice I/35 (Europastraße 442), an der sie endet.
Die Gesamtlänge der Straße beträgt rund 16 Kilometer.

## Geschichte
Von 1940 bis 1945 bildete die Straße einen Abschnitt der Reichsstraße 374. Die bereits teilweise errichtete Dálnice 47 wurde sukzessive nach 1993 in Abschnitte der Dálnice 1 mit neuer Streckenführung nach Polen anstatt, wie ursprünglich projektiert, in die Slowakei umgewidmet. Dabei verkürzte sich auch die Länge der Silnice I/47.